# کراتوز پیلاریس
کراتوز پیلاریس یا پوست مرغی (Keratosis pilaris) نوعی اختلال پوستی اتوزومال غالب است که پوست ظاهری خشن، گاه قرمز و خشک دارد. گاه بیمار خارش دارد.

## بیماری‌زایی
بیماری یک اختلال نسبتاً شایع در کودکان و نوجوانان ناشی از ضخیم شدن لایه شاخی پوست در منافذ فولیکول های مو می‌باشد. منفد فولیکول‌های مو با ترشحات برجسته سفت (دانه های کروی) پر می‌شود. ضایعات جلدی (دانه ها) در پشت و سطح خارجی اندام‌ها و باسن بیشتر است. ضایعات صورت ممکن است با آکنه اشتباه شوند. بیماری بدون ضرر است و درمان ضروری نیست. البته بیماران ممکن است با مصرف کرم‌های مرطوب کننده و کراتولیتیک وضعیت بهتری داشته باشند. ترکیبات حاوی اوره، اسید لاکتیک، اسید گلیکولیک، اسید سالیسیلیک، ترتینوئین و ویتامین د مفید هستند.